# لوكا زهوفيتش
لوكا زهوفيتش (بالسلوفينية: Luka Zahović)‏ هو لاعب كرة قدم سلوفيني في مركز الهجوم ولد في يوم 15 نوفمبر 1995 في مدينة غيمارايس في البرتغال، يلعب حالياً مع نادي ماريبور وسبق له اللعب مع نادي هيرنفين ونادي فرزيج ونادي بنفيكا ونادي فالنسيا، لعب أيضاً مع منتخب سلوفينيا تحت 21 سنة لكرة القدم ويبلغ طوله 177 سم.

## روابط خارجية
- لوكا زهوفيتش على موقع الاتحاد الدولي (مؤرشف)  (الإنجليزية)
- لوكا زهوفيتش على موقع الاتحاد الأوربي (الإنجليزية)
- لوكا زهوفيتش على موقع قاعدة بيانات كرة القدم.إي يو (الإنجليزية)
- لوكا زهوفيتش على موقع ليكيب (الفرنسية)
- لوكا زهوفيتش على موقع ناشيونال فوتبول تيمز (الإنجليزية)
- لوكا زهوفيتش على موقع Soccerway.com (الإنجليزية)
- لوكا زهوفيتش على موقع عالم كرة القدم.نت (الإنجليزية)
- لوكا زهوفيتش على موقع AS.com (الإسبانية)
- لوكا زهوفيتش على موقع GSA (الإنجليزية)